# Piergiorgio Silvano Nesti
Piergiorgio Silvano Nesti (ur. 18 lutego 1931 w Marostica, zm. 13 grudnia 2009 w Rzymie) – włoski duchowny rzymskokatolicki, arcybiskup, pasjonista, w latach 1996–2006 sekretarz watykańskiej Kongregacji ds. Instytutów Życia Konsekrowanego i Stowarzyszeń Życia Apostolskiego.

## Życiorys
W wieku 14 lat wstąpił do Zgromadzenia Męki Pańskiej. W 1953 złożył wieczyste śluby zakonne. 30 sierpnia 1959 przyjął święcenia kapłańskie. Obronił doktorat z teologii duchowości na Teresianum. W latach 1963–1968 był dyrektorem niższego seminarium północnowłoskiej prowincji pasjonistów. W latach 1970–1972 był przełożonym wspólnoty zakonnej w Betanii w Ziemi Świętej, następnie w latach 1972–1976 pełnił funkcję przełożonego Domu Generalnego Zgromadzenia Męki Pańskiej w Rzymie na wzgórzu Celius. 23 lipca 1993 papież Jan Paweł II mianował go arcybiskupem Camerino-San Severino Marche. Sakry udzielił mu 29 sierpnia tego roku kardynał Angelo Felici, ówczesny prefekt Kongregacji Spraw Kanonizacyjnych. Ten sam papież w 1996 mianował go sekretarzem Kongregacji ds. Instytutów Życia Konsekrowanego i Stowarzyszeń Życia Apostolskiego. W 2006 roku papież Benedykt XVI przyjął jego rezygnację złożoną z uwagi na osiągnięcie wieku emerytalnego. W październiku 2009 w rzymskiej bazylice Świętych Jana i Pawła na wzgórzu Celius celebrował mszę św. z okazji swojego złotego jubileuszu kapłaństwa. Zmarł 13 grudnia tego samego roku w rzymskim szpitalu Figlie di San Camillo. 15 grudnia po mszy św. pogrzebowej celebrowanej przez kardynała Angelo Comastri w bazylice św. Piotra w Rzymie został pochowany w grobowcu pasjonistów na rzymskim cmentarzu Campo Verano.